# Rollesby Range
Die Rollesby Range ist ein Gebirgszug in der Region Canterbury auf der Südinsel von Neuseeland.

## Geographie
Die Rollesby Range befindet sich rund 17 km westlich des Ortes Fairlie und rund 14 km südsüdöstlich des Lake Tekapo, zwischen der Ebene des Tekapo River im Westen und dem Rollesby Valley sowie der Albury Range im Osten. Im Norden grenzt die Two Thumb Range an und im Süden die Dalgety Range. Der 11,5 km lange und bis zu 7,5 km breite Gebirgszug besitzt eine Nord-Süd-Ausrichtung und erhebt sich bis zu einer Höhe von 1377 m. Östlich der Rollesby Range im Rollesby Valley befindet sich das Quellgebiet des Opihi River und an der Nordflanke des Gebirgszugs die Quelle des Grays River.
Zu erreichen ist die Rollesby Range über den New Zealand State Highway 8, der vom Lake Tekapo kommend zwischen der Two Thumb Range und der Rollesby Range hindurch führt und über die kleine Siedlung Burkes Pass weiter nach Fairlie verläuft.
Administrativ zählt der Gebirgszug zum Mackenzie District.